# George Eastham
George Edward Eastham (Blackpool, Inglaterra, Reino Unido, 23 de septiembre de 1936-20 de diciembre de 2024) fue un futbolista y entrenador de fútbol inglés. En su etapa como jugador profesional se desempeñaba como centrocampista o delantero.

## Biografía
Proveniente de una familia de futbolistas: su padre, George Eastham, Sr., fue internacional con Inglaterra, y su tío Harry Eastham jugó en el Liverpool, entre otros. 
En 1963, estuvo involucrado en un caso judicial que supuso un hito en la mejora de la libertad de los futbolistas para moverse entre clubes.
En 1973, fue nombrado Oficial de la Orden del Imperio Británico por sus contribuciones al fútbol. 
Vivió en Sudáfrica desde 1978, donde fundó su propio negocio de ropa deportiva. Además, fue entrenador de fútbol de niños negros locales (siendo un conocido opositor del apartheid). También fue presidente del club de seguidores del Arsenal en el país africano.

### Selección nacional
Fue internacional con la selección de Inglaterra en 19 ocasiones y convirtió 2 goles. Formó parte de la selección campeona de la Copa del Mundo de 1966, pese a no haber jugado ningún partido durante el torneo.

### Participaciones en Copas del Mundo
| Mundial                        | Sede       | Resultado        | Partidos | Goles |
| ------------------------------ | ---------- | ---------------- | -------- | ----- |
| Copa Mundial de Fútbol de 1962 | Chile      | Cuartos de final | 0        | 0     |
| Copa Mundial de Fútbol de 1966 | Inglaterra | Campeón          | 0        | 0     |

## Clubes

### Como jugador
| Club                         | País              | Año       |
| ---------------------------- | ----------------- | --------- |
| Ards                         | Irlanda del Norte | 1953-1956 |
| Newcastle United             | Inglaterra        | 1956-1960 |
| Arsenal                      | Inglaterra        | 1960-1966 |
| Stoke City                   | Inglaterra        | 1966-1973 |
| → Cleveland Stokers (cedido) | Estados Unidos    | 1967      |
| → Cape Town City (cedido)    | Sudáfrica         | 1970      |
| → Hellenic (cedido)          | Sudáfrica         | 1971      |
| → Hellenic (cedido)          | Sudáfrica         | 1972      |
| East London United           | Sudáfrica         | 1975      |

### Como entrenador
| Club                   | País       | Año       |
| ---------------------- | ---------- | --------- |
| Hellenic               | Sudáfrica  | 1971-1972 |
| Stoke City (asistente) | Inglaterra | ¿-1977    |
| Stoke City             | Inglaterra | 1977-1978 |

## Palmarés

### Campeonatos nacionales
| Título          | Club       | País       | Año  |
| --------------- | ---------- | ---------- | ---- |
| Copa de la Liga | Stoke City | Inglaterra | 1972 |

### Copas internacionales
| Título                 | Selección  | Sede       | Año  |
| ---------------------- | ---------- | ---------- | ---- |
| Copa Mundial de Fútbol | Inglaterra | Inglaterra | 1966 |

### Distinciones individuales
| Distinción                                                             | Año  |
| ---------------------------------------------------------------------- | ---- |
| Incluido en el Equipo de las Estrellas de la United Soccer Association | 1967 |
| PFA Merit Award                                                        | 1976 |

## Condecoraciones
| Distinción                                | Año  |
| ----------------------------------------- | ---- |
| Oficial de la Orden del Imperio Británico | 1973 |